# Lou Marson
Pour les articles homonymes, voir Marson (homonymie).
Louis Glenn Marson (né le 26 juin 1986 à Scottsdale, Arizona, États-Unis) est un ancien receveur de baseball. Il évolue en Ligue majeure de baseball de 2008 à 2013.
Avec l'équipe des États-Unis, il remporte la médaille de bronze lors du tournoi olympique de baseball à Pékin en 2008.

## Carrière

### Phillies de Philadelphie
Lou Marson est repêché dès la fin de ses études secondaires à Coronado High School de Scottsdale (Arizona). Il est sélectionné en 2004 au quatrième tour par les Phillies de Philadelphie. Il passe cinq saisons en Ligues mineures au sein de l'organisation des Phillies avant d'effectuer ses débuts en Ligue majeure le 28 septembre 2008. Un mois plus tôt, il remportait la médaille de bronze lors du tournoi olympique de baseball à Pékin avec l'équipe des États-Unis.
Il fait quelques apparitions en Majeure en 2009 en raison de blessures de titulaires, mais joue principalement en Triple-A avec les IronPigs de Lehigh Valley.

### Indians de Cleveland
Marson est échangé aux Indians de Cleveland le 29 juillet. Il fait partie des joueurs passant des Phillies aux Indians à l'occasion de l'échange de Cliff Lee et Ben Francisco.
Substitut au receveur Carlos Santana, il prend la relève de ce dernier lorsque celui-ci se blesse en 2010 ou lorsqu'il joue au premier but en 2011. En 2010, Marson établit de nouveau sommets en carrière pour les doubles (15), les circuits (3), les points produits (22), les points marqués (29) et les buts volés (8). En 2011, il frappe 56 coups sûrs, son meilleur total en une saison, réussit un circuit et produit 19 points. Il frappe pour ,226 avec 44 coups sûrs, 13 points produits et 27 points marqués en 2012. En 2013, il ne joue que trois matchs pour Cleveland. 
Il participe à l'entraînement de printemps des Phillies mais est éventuellement libéré par le club.

## Statistiques
| Saison | Équipe       | G   | AB  | R  | H  | 2B | 3B | HR | RBI | SB | BA   |
| ------ | ------------ | --- | --- | -- | -- | -- | -- | -- | --- | -- | ---- |
| 2008   | Philadelphie | 1   | 4   | 2  | 2  | 0  | 0  | 1  | 2   | 0  | .500 |
| 2009   | Philadelphie | 7   | 17  | 3  | 4  | 1  | 0  | 0  | 0   | 0  | .235 |
| 2009   | Cleveland    | 14  | 44  | 6  | 11 | 6  | 0  | 0  | 4   | 0  | .250 |
| 2010   | Cleveland    | 87  | 262 | 29 | 51 | 15 | 0  | 3  | 22  | 8  | .195 |
| Totaux | Totaux       | 109 | 327 | 40 | 68 | 22 | 0  | 4  | 28  | 8  | .208 |

Note : G = Matches joués ; AB = Passages au bâton; R = Points ; H = Coups sûrs ; 2B = Doubles ; 3B = Triples ; 
HR = Coup de circuit ; RBI = Points produits ; SB = Buts volés ; BA = Moyenne au bâton.